# 블루 스톰
《블루 스톰》(영어: Into the Blue)은 2005년 개봉한 미국의 액션 스릴러 영화이다.

## 출연진
- 폴 워커
- 제시카 앨바
- 스콧 칸
- 애슐리 스콧
- 조시 브롤린
- 제임스 프레인
- 타이슨 벡퍼드

## 기타 제작진
- 협력 제작: 에린 매스트
- 공동 제작: 릭 덜라고
- 배역: 세라 핀, 랜디 힐러, 페퍼 존슨
- 미술: 마이아 제이번
- 의상: 리사 에번스
- 시각 효과 부문: 대니 김